# Albert Erbslöh

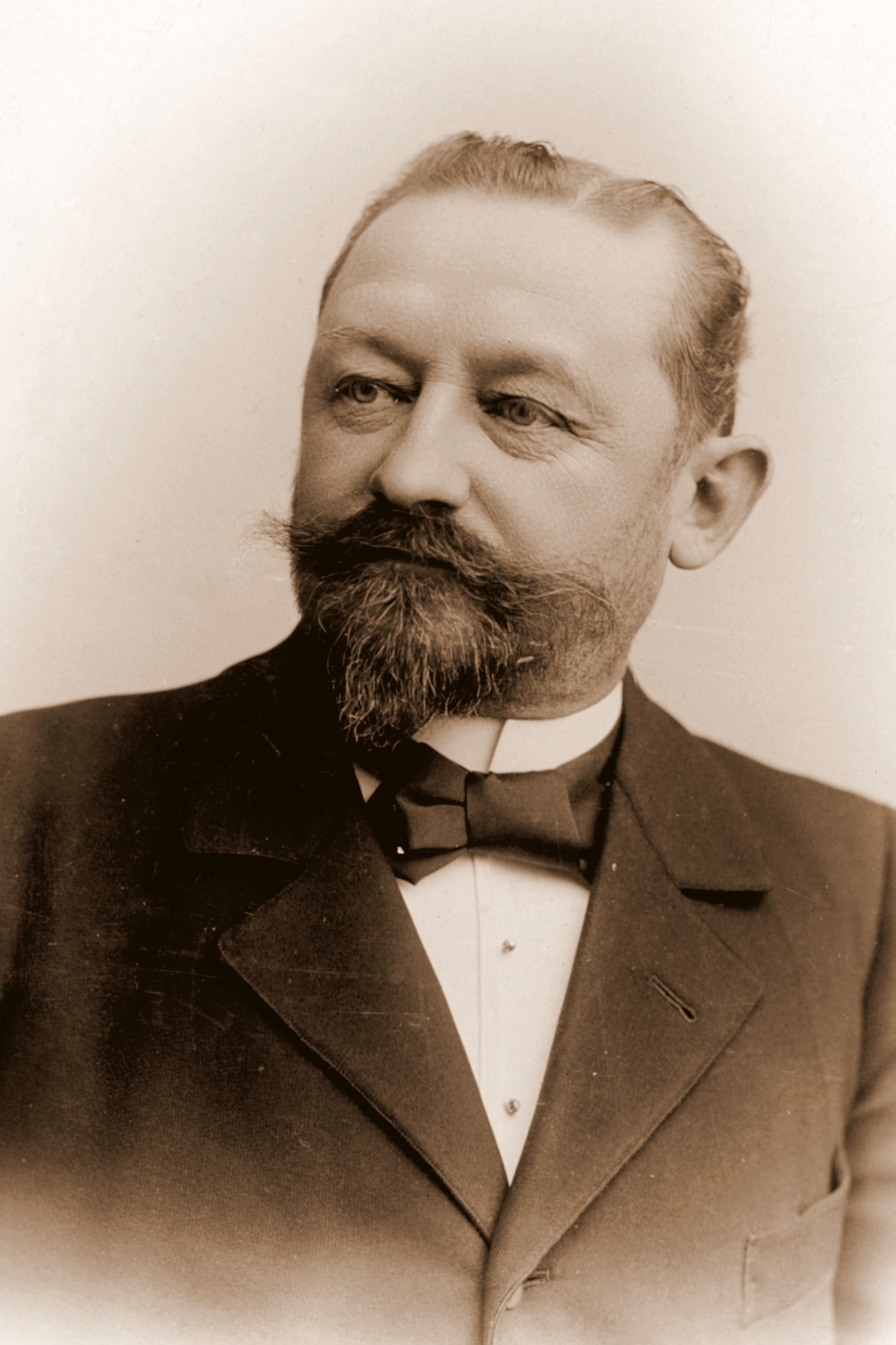
Kommerzienrat Albert Erbslöh, 1904

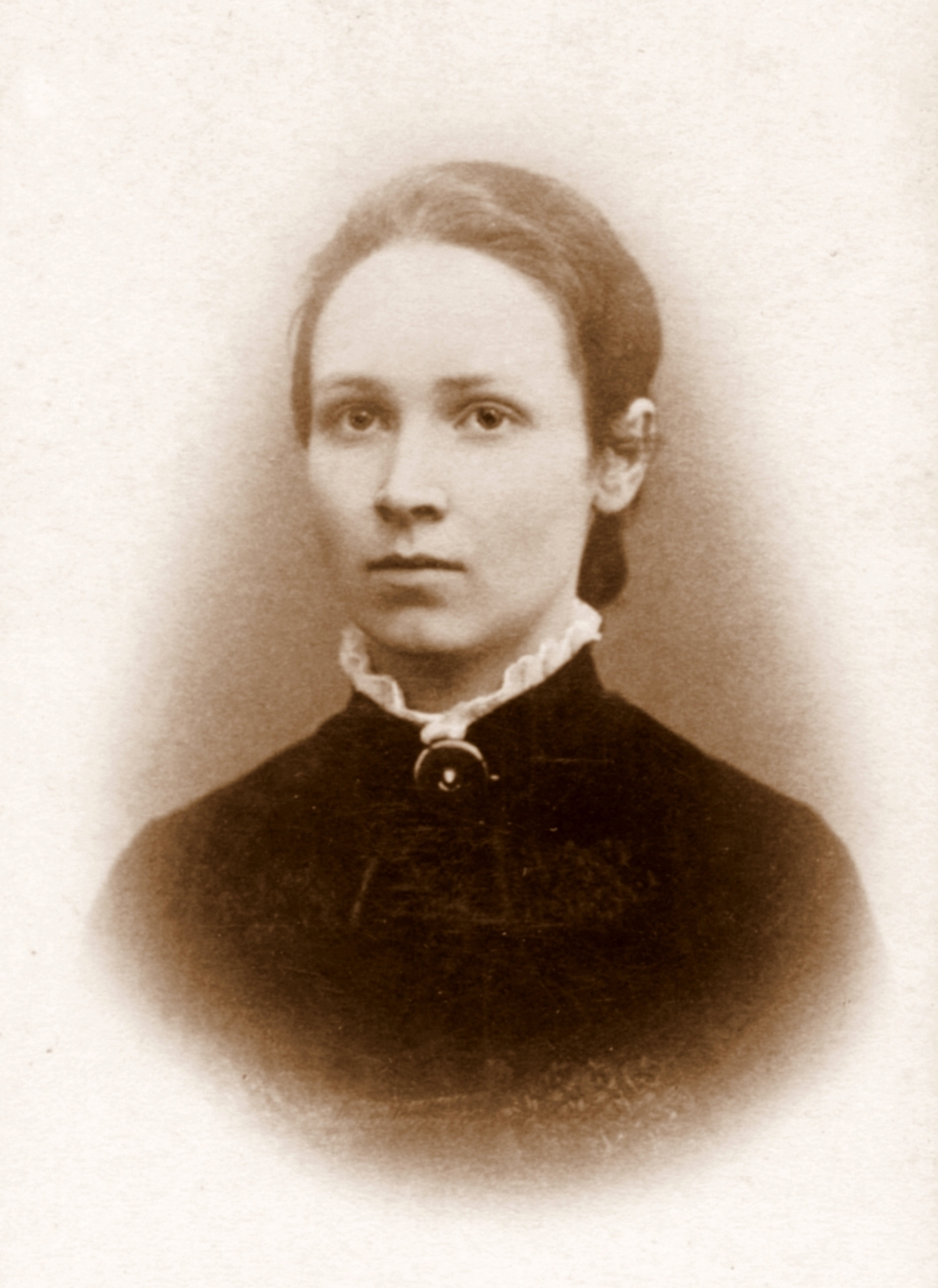
Ehefrau Johanna Erbslöh, geb. Schuchard (1855–1918)

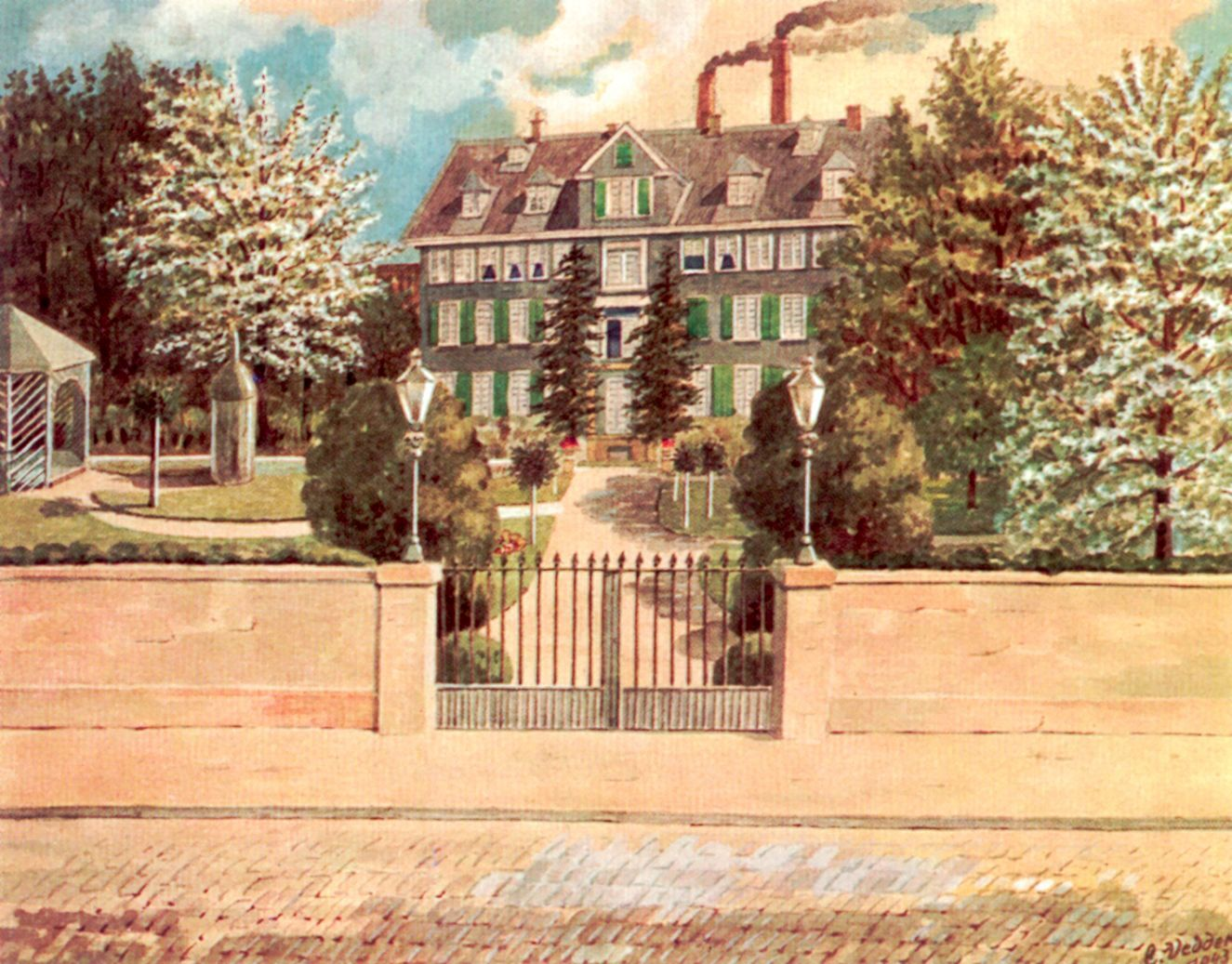
Elternhaus des Albert Erbslöh in Barmen-Wupperfeld (heute: Wuppertal), C. Vedder, 1843

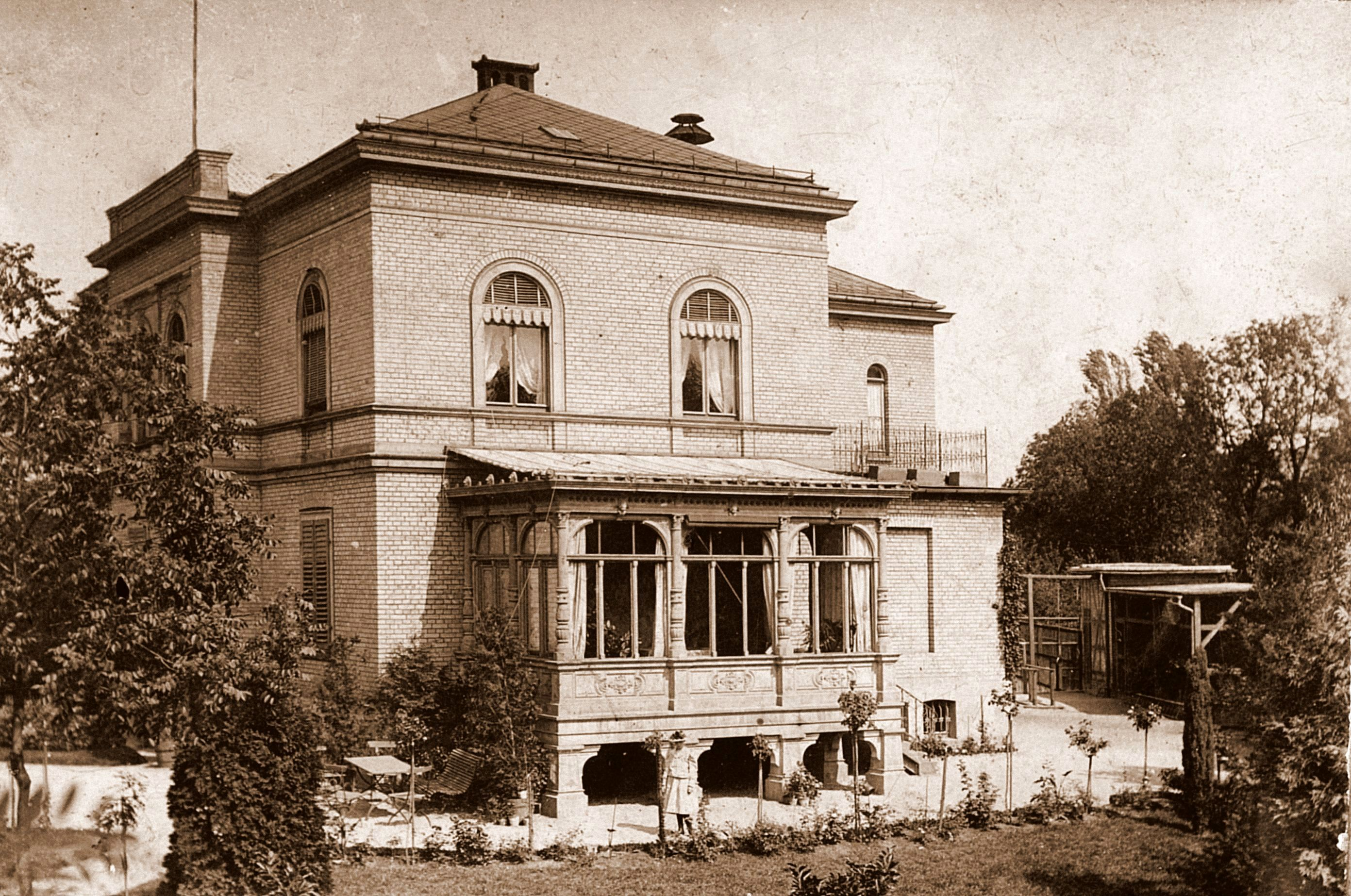
Villa Albert und Johanna Erbslöh in der Eisenacher Theaterstraße 39 (später umbenannt in Goethestraße), heute eine Psychiatrische Klinik

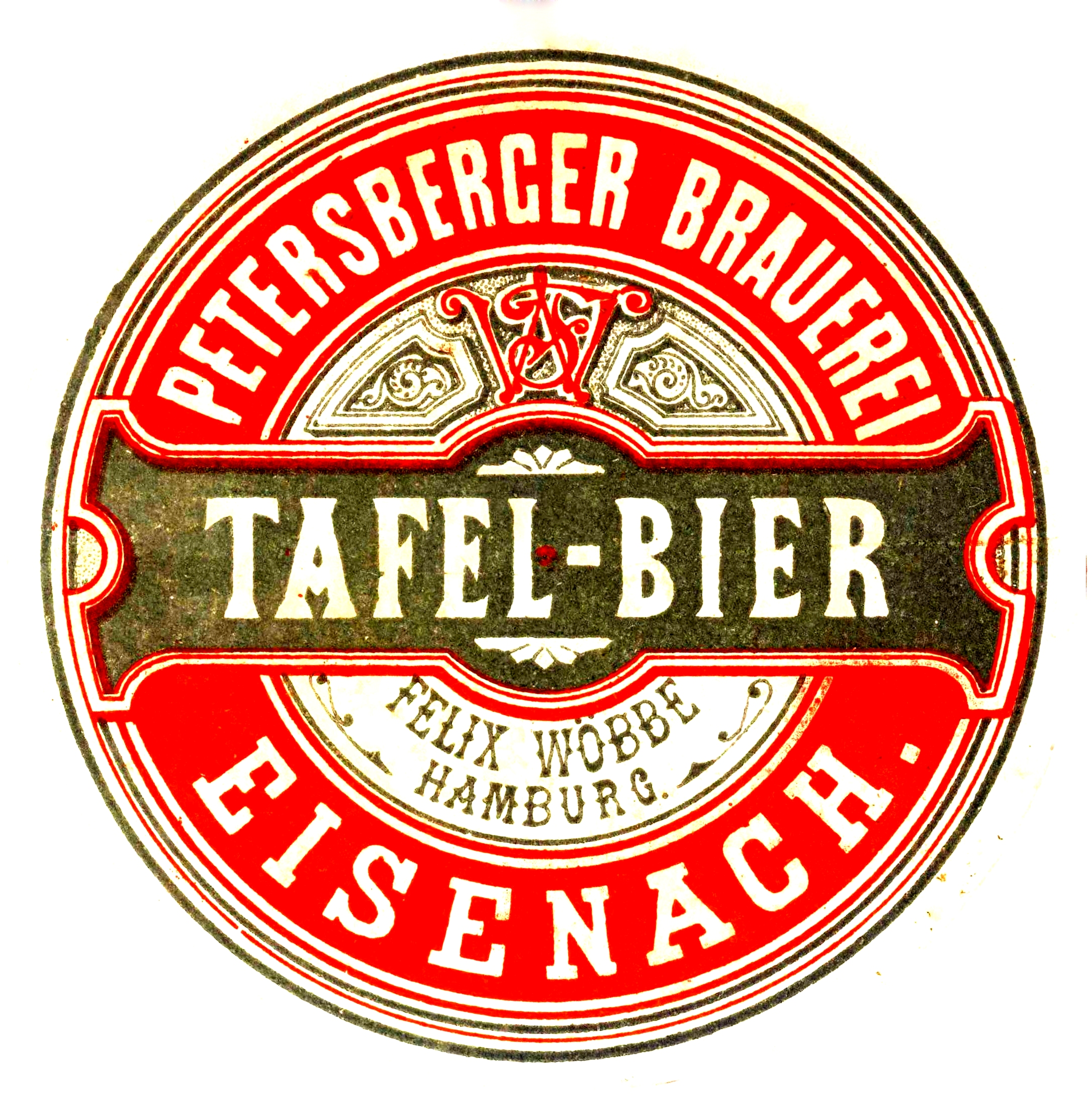
Bierdeckel der Petersberger Brauerei, Eisenach 1885

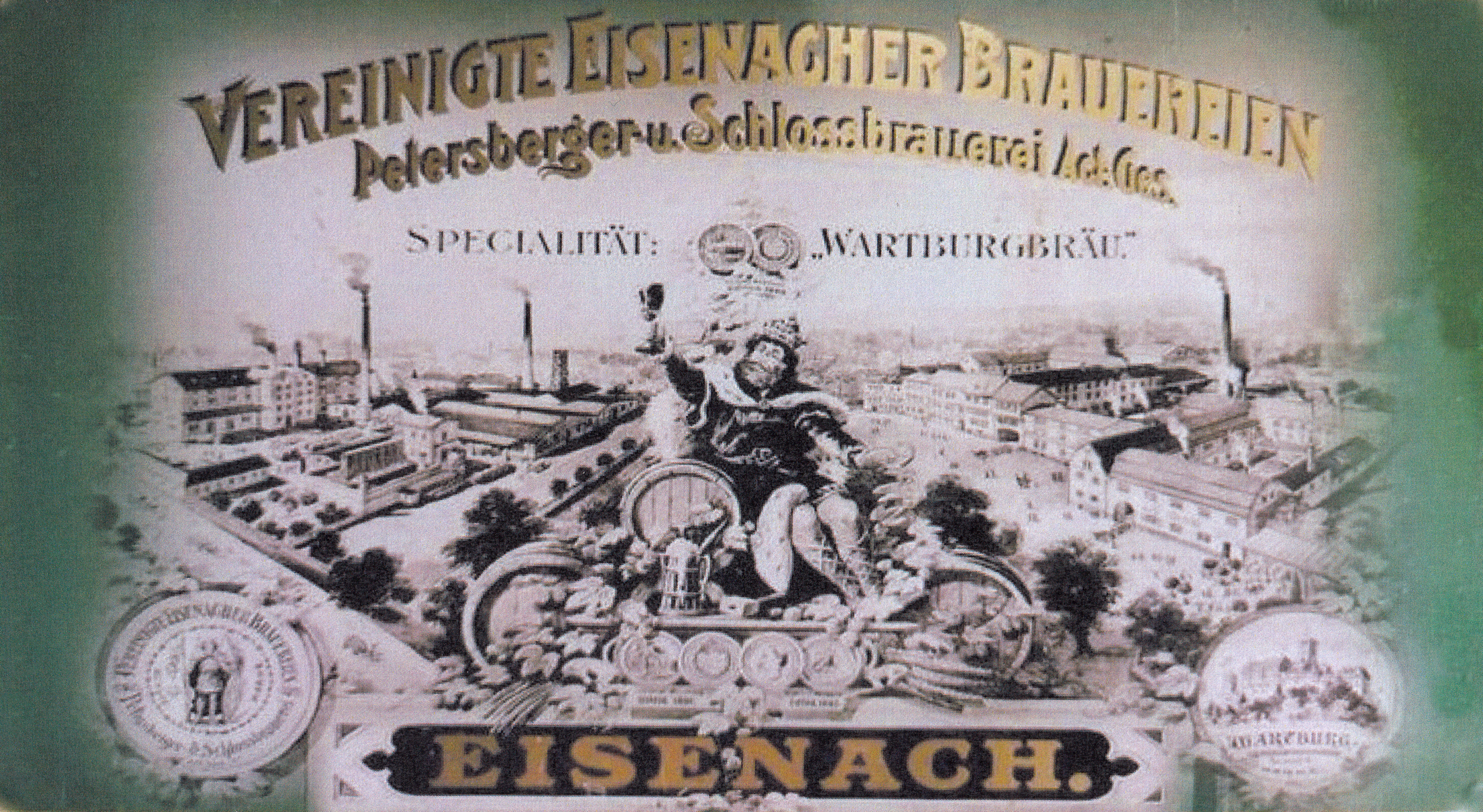
Anzeige der Vereinigten Eisenacher Brauereien, um 1898

Heinrich Albert Erbslöh (* 6. Januar 1848 in Barmen (heute: Wuppertal); † 2. März 1912 in Eisenach) war ein deutscher Großherzoglich Sachsen-Weimar-Eisenachischer Kommerzienrat und Firmengründer in Eisenach.

## Leben

### Eltern, Schule und Ausbildung
Albert Erbslöh wurde als Sohn des Firmengründers und Fabrikanten Carl Julius Erbslöh und seiner Ehefrau Adelheid, geb. Wesenfeld, in Barmen, Rheinprovinz, geboren. Er besuchte die Realschule in Barmen bis zur Prima und lernte zunächst auf dem Gut Brodhagen bei Bielefeld einen kleinen landwirtschaftlichen Betrieb kennen. Von Herbst 1864 bis 1867 machte er eine dreijährige Lehrzeit auf einem Rittergut im Kreis Liegnitz in Schlesien durch. Von 1867 bis 1868 war er Verwalter auf dem Gut Richnow bei Landsberg (Warthe), um anschließend die Landwirtschaftliche Akademie in Poppelsdorf (heute: Rheinische Friedrich-Wilhelms-Universität Bonn) zu besuchen. Nach Aufenthalt auf der Königlichen Domäne Dalheim bei Paderborn zwecks weiterer landwirtschaftlicher Ausbildung hielt er sich zum Studium der Technik des Brauereiwesens in Dortmund und München auf.

### Militärdienst
Albert trat 1869 als Einjährig-Freiwilliger in das 2. Garde-Ulanen-Regiment Berlin ein und machte in ihm den Deutsch-Französischen Krieg 1870/71 mit. Nach 20-jähriger Dienstzeit als Landwehr-Premier-Leutnant (Oberleutnant) nahm er seinen Abschied als Reserve-Offizier des Thüringischen Ulanen Regiments Nr. 6.

### Bierfabrikation und Ehrenämter
1873 siedelte er nach Eisenach über, wo er die Petersberger Brauerei am Eisenacher Petersberg errichtete, die bis 1892 unter der Firma Schuchard-Erbslöh Privatbesitz war und ab 1892 als Vereinigte Eisenacher Brauereien, Petersberger und Schloßbrauerei AG unter seiner Leitung stand. Seine produzierten Biersorten, Wartburgbräu, dunkel nach bayerischer, und Lagerbier nach Pilsener Art, wurden mit höchsten Auszeichnungen versehen, so 1893 in Gotha mit der Staatsmedaille, bei der Sächsisch-Thüringischen Ausstellung in Leipzig 1897 mit der Goldmedaille, 1898 bei der Gothaer Jubiläums-Gewerbeausstellung ebenfalls mit dem ersten Preise, der Goldmedaille, 1904 in Wien mit der Goldenen Medaille und dem Ehrenkreuz sowie in St. Louis, USA, mit der Goldmedaille der Weltausstellung.
Die Brauerei ging nach seinem Tod und dem seiner Ehefrau 1918 in die Actien-Brauerei Eisenach über, die 1948 durch Befehl Nr. 64 der Sowjetischen Militäradministration enteignet wurde.
Albert Erbslöh war mehr als zwanzig Jahre lang ehrenamtlich als Bezirksausschuss-Abgeordneter und von 1884 bis 1893 im Vorstand des Eisenacher Gewerbevereins tätig. 1911 wurde er als Kuratoriumsmitglied der „Landwirtschaftlichen Winterschule Marksuhl“ berufen.

### Familie
Seine Heirat mit Johanna Schuchard fand am 1. September 1876 auf der der Familie Schuchard gehörenden Burg Calenberg bei Warburg statt. Johanna war eine Enkelin des Landtagsabgeordneten Johannes Schuchard. Ihre Cousine, Adeline Schuchard, heiratete den Maler Adolf Erbslöh, einen direkten Neffen von Albert Erbslöh. Johanna war auch eine Cousine des Malers Felix Schuchard. Der Unternehmensgründer Carl Julius Erbslöh war Alberts Vater, der Fabrikant und Landtagsabgeordnete Julius Erbslöh II. sein Bruder. Hans Waldemar Erbslöh, der Sohn des Ehepaars Albert und Johanna Erbslöh heiratete 1916 die Tochter Martha des Landtagspräsidenten im Großherzogtum, Alfred Appelius.
Die Familie wohnte in einer von Albert 1881 erbauten Villa in der Eisenacher Theaterstraße 39 (später umbenannt in Goethestraße). Seit der Jahrtausendwende befindet sich eine psychiatrische Tagesklinik in dem Gebäude.

### Auszeichnung
Albert Erbslöh wurde 1893 zum Großherzoglich Sachsen-Weimar-Eisenachischen Kommerzienrat ernannt.